# Rhaphiptera pallens
Rhaphiptera pallens är en skalbaggsart som beskrevs av Pierre Émile Gounelle 1908. Rhaphiptera pallens ingår i släktet Rhaphiptera och familjen långhorningar. Inga underarter finns listade i Catalogue of Life.